# William Lassell
William Lassell, angleški trgovec in astronom, * 18. junij 1799, Bolton, grofija Lancashire, Anglija, † 5. oktober 1880, Maidenhead, Berkshire, Anglija.

## Življenje in delo
Lassllovo življenje je bilo nekakšna nema različica Herschlovega. Bil je uspešen pivovarnar, William Herschel pa uspešen glasbenik. Tako kot Herschlu in Rosseu mu je bila sprva astronomija le razvedrilo. Blizu Liverpoola je zgradil observatorij s 24 palčnim zrcalnim daljnogledom. Pri tem daljnogledu je prvi uporabil ekvatorialno montažo za lažje sledenje nebesnih teles zaradi vrtenja Zemlje. Sam je brusil leče in prispeval dragocene izboljšave k tehniki brušenja.
Leta 1846 je po mesecu dni odkritja Neptuna odkril njegov 1. največji satelit Triton. Ime je predlagal Flammarion.
Lassell je leta 1848 neodvisno od Bondov odkril Saturnov 7. satelit, ki so ga pozneje imenovali Hiperion (Hyperion) s 610 mm (24 palčnim) Newtonovim zrcalnim daljnogledom na Kraljevem observatoriju Greenwich.
Le nekaj dni pozneje od očeta in sina Bonda in W. R. Daviesa je leta 1850 odkril Saturnov temnejši šibek polprosojni tretji obroč C. V letu 1851 je ponovil enega od Herschlovih velikih uspehov in odkril še Uranov 1. in 2. satelit na Malti, kamor se je bil preselil, da bi ušel vedno večjemu onesnaževanju ozračja v osrednji Angliji, ki se je tedaj pospešeno industrializirala. Onesnaženje je bilo tolikšno, da so bila vsa astronomska opazovanja nemogoča. Dva satelita sta bila znana že prej, nova satelita pa je imenoval Ariel in Umbriel. Na observatoriju na Malti je leta 1855 zgradil 1219 mm (48 palčni) daljnogled.
Ko je leta 1851 Liverpool obiskala kraljica Viktorija, je obiskala le Lasslla.
Po svoji smrti je zapustil premoženje, vredno 80.000 £, kar danes ustreza multimilijarderskemu bogastvu.

## Priznanja

### Nagrade
Kraljeva astronomska družba mu je leta 1849 za njegove znanstvene dosežke na področju astronomije podelila zlato medaljo. Dve leti je bil od leta 1870 tudi njen predsednik. Kraljeva družba iz Londona mu je leta 1858 za njegove astronomske raziskave podelila svojo kraljevo medaljo.

### Poimenovanja
Po njem se imenujeta kraterja na Luni (Lassell) in Marsu (Lassell), asteroid glavnega asteroidnega pasu 2636 Lassell, ter Neptunov obroč.